# Kępa Zawadowska
Kępa Zawadowska – dawna wieś, a obecnie osiedle i obszar MSI w dzielnicy Wilanów w Warszawie.

## Historia
Miejscowość założona została w 1819. Osiedlili się tam wtedy koloniści niemieccy (Olędrzy) sprowadzeni przez administratorów dóbr wilanowskich należących do Potockich. Nazwa „Zawadowska“ nawiązywała do folwarku Zawady, do którego należała wieś.
W 1832 roku koloniści zbudowali szkołę, założyli zachowany do dziś cmentarz ewangelicki oraz kolonię domów mieszkalnych. W 1905 roku liczyła 35 domów i 278 mieszkańców. W trakcie II wojny światowej mieszkańcy wnioskowali o wpisanie ich na volkslistę. 
W latach 1942–1943 w miejscowości znajdował się obóz pracy dla ludności żydowskiej. Więźniowie obozu (w 1942 ok. 400 osób) byli zatrudniani przy pracach wodno-melioracyjnych.
W lipcu 1944, w związku z ofensywą Armii Czerwonej,  mieszkańcy Kępy Zawadowskiej zostali ewakuowani do Niemiec.
W 1951 roku wieś została włączona do Warszawy. Początkowo znajdowała się w dzielnicy Wilanów, od 1960 roku w dzielnicy Mokotów, od 1994 roku w gminie Warszawa-Wilanów, od 2002 roku ponownie w dzielnicy Wilanów. W 1998 roku rozebrano ostatni, drewniany dom kolonistów olenderskich.
Kępa Zawadowska położona jest w południowo-wschodniej części Wilanowa, w tarasie zalewowym Wisły. Na obszarze osiedla znajduje się część rezerwatu przyrody Wyspy Zawadowskie. Znajduje się tu także rekultywowane składowisko odpadów paleniskowych Elektrociepłowni Siekierki. Wzdłuż Wału Zawadowskiego przebiega linia kolejowa do elektrociepłowni.
Na terenie Kępy Zawadowskiej znajduje się parafia Posłania Uczniów Pańskich.